# Miguel Asin y Palacios
Miguel Asin y Palacios (Zaragoza, 5 juli 1871 - San Sebastian, 12 augustus 1944) was een Spaans katholiek priester, arabist, godsdiensthistoricus en hoogleraar.

## Loopbaan
Asin y Palacios studeerde aan de universiteit van Zaragoza, waar hij in 1896 de doctorsgraad in de wijsbegeerte en letteren verwierf, en werd een jaar later doctor in de theologie te Valencia. Hij bekleedde van 1896-1902 de leerstoel der cultuurwetenschappen (Humanidades) en geschiedenis der wijsbegeerte in het seminarie van Zaragoza. Sinds 1903 tot aan zijn dood was hij hoogleraar aan de Universiteit van Madrid voor Arabisch (met onderbreking van zijn academische werkzaamheden gedurende de Spaanse Burgeroorlog van 1936-1937).
Al aan het begin van zijn loopbaan had Asin y Palacios groot aanzien als Arabist verworven, zodanig dat Codera, een erkend meester in de Arabische studie in Spanje, zijn Madrileense leerstoel uit zichzelf opgaf om plaats voor hem te maken. Asin y Palacios verdiepte zich in de kennis van de theologische en mystieke geschriften van de islam en gebruikte die kennis om de religieuze gedachtewereld van de Middeleeuwen in het oosten en het westen te doorgronden. Hij liet zich vooral inspireren door de filosofen al-Ghazali, de mysticus Ibn al-Arabi en de godsdiensthistoricus Ibn Hazm. Palacios schreef in die tijd een uitgebreide studie over al-Ghazali, zijn dogmatiek, moraal en ascetische lering (1901). Al in 1899 had hij een studie gepubliceerd over Ibn Arabi. In 1915 verscheen Migne Patrologia Orientalis, waarin hij een verzameling gaf van hetgeen hij in de theologische en mystieke literatuur van de islam over de talrijke aan Jezus Christus toegeschreven uitspraken had gelezen.
Asin y Palacios kwam echter door zijn studie van Ibn Arabi en het godsdiensthistorische werk van Ibn Hazm op het spoor van de belangrijke sektarische beweging, die in Spanje haar oorsprong vond in de leringen van Ibn Masarra van Cordoba, die in het begin van de tiende eeuw in het obscurantistische Spanje Nieuw-Platonische denkbeelden begon te verkondigen, waarvan de oorsprong aan Empedocles werd toegeschreven. Asin y Palacios traceerde in Abenmasarra y su escuela (1914) het werk van deze heresiarch, wiens eigen geschriften niet meer bestonden, en die van de Masarrieten, waarbij hij de vinger kon leggen op bijzondere trekken in zijn emanatie-systeem, vooral op de invoering van de geestelijke materia prima als een bruikbare potentie. Hij meende de oorsprong van deze opvatting te kunnen vinden in een verscholen opmerking in de Enneaden van Plotinus en slaagde erin haar te vervolgen in de verdere gang der Spaans-islamitische mystieke speculatie, zoals die vooral optrad bij Ibn Arabi, en die daardoor een andere traditionele lijn vertegenwoordigde dan de ook later in Spanje geïntroduceerde mystiek-religieuze kosmologie, die door de grote wijsgeren van het Oosten al-Fārābi en Ibn Sina was geleerd.
In 1919 verscheen een nog geruchtmakender studie van Asin y Palacios. Hij stiet bij zijn lectuur van Ibn Arabi op een beschrijving van een reis naar de hemelse sferen, en die beschrijving van het hemelse paradijs, uitsluitend in termen van kringen ruimte en licht, herinnerden hem zo sterk aan de schildering van Dante van de Paradiso, dat Asin besloot deze parallel verder te onderzoeken. Het resultaat van zijn werk was de studie La Escatalógia musulmana en la Divina Comedia. Niet alleen in de beschrijving van de hemel maar ook in die van Purgatorio en Inferno was het hem gelukt overtuigende parallellen te vinden tussen allerlei trekken in de islamitische eschatologische literatuur en de Divina Comedia, tot in de details. Hij concludeerde dus een uitgebreide islamistische invloed op het beroemdste middeleeuwse werk van de christelijke eschatologie. Het werk, voor de studie van Dante zo revolutionair, baarde groot opzien, zowel bij islamologen als bij de romanisten. Asin y Palacios gaf in 1924 een apologetische naschrift, Historia y critica de una polemica. In een andere studie, Los precedentes musulmanes del pari de Pascal (1920) toonde Asin y Palacios aan dat een in de Pensées van Blaise Pascal en ook in zijn andere werken voorkomend apologetisch argument tegen de ontkenners van een leven hiernamaals ongeveer in dezelfde vorm voorkwam bij al-Ghazali. Het betrof de in de vorm van een weddenschap gegoten overweging: Si vous gagnez vous gagnez tout; si vous perdez vous ne perdez rien (Als je wint win je alles, als je verliest verlies je niets). In de middeleeuwse christelijke literatuur vond men deze gedachte niet; Asin y Palacios wist haar alleen te vinden in het apologetische werk van de kerkvader Arnobius, een parallel tot zijn vondst van een element in het kosmologische systeem van Ibn Masarra in een vergeten hoekje van de Enneaden.
Intussen was Asin y Palacios geïntrigeerd geraakt door de verhouding van de islam tot het jodendom en christendom, alsmede door de interne islamitische apologetiek tegen de sekten. Hij koos voor zijn studie uit het werk van de Spaanse geleerde Ibn Hazm van Cordova, wiens godsdienst- en sektebeschrijving hij, niet geheel terecht, als een origineel product van de Spaans-islamitische geleerdheid beschouwde. Vanaf 1927 verschenen de vijf delen Aben Házam de Cordoba y Historia critica de las ide religiosas, waarin gedeeltelijk in vertaling en gedeeltelijk parafrasering een volledig overzicht van de rijke en voor de islam zo representatieve inhoud van het hoofdwerk van Ibn Hazm werd gegeven. In een diep doordringende inleiding verklaarde hij het ontstaan van deze heresiologische literatuur in de islam uit het indifferentisme en agnosticisme, dat al spoedig nadat het was ontstaan kenmerkend was geworden voor de islamitische godsdienstgemeenschap, in tegenstelling tot de christelijke Middeleeuwen, waar ten gevolge van het ontbreken van een ernstige oppositie tegen de Kerk aan een zodanige zelfbezinning minder behoefte was. Gelijktijdig zette Asin y Palacios zijn studies over Ibn Arabi voort in een reeks artikelen, die hem brachten tot een synthese in het boek El Islam Cristianizado (1931). Het boek handelde geheel over Ibn Arabi, maar de titel was een program. Aan de hand van de grote en veelal duistere werken van de mysticus van Murcia werd aangetoond hoe de religieuze gedachtewereld van de islam, van de Koranische tijd af, afhankelijk was geweest van de bevruchtende invloed van het christendom, zoals zich dat uitte in het Nieuwe Testament en de werken van de kerkvaders en apologeten. Hij poneerde wezensverwantschap tussen beide godsdiensten en wilde daaruit de gelijklopende ontwikkeling in het innerlijke godsdienstige leven, de espiritualidad verklaren. In dezelfde geest schreef Asin y Palacios zijn laatste grote werk La Espiritualidad de Algazel (in vier delen verschenen, 1934-1941), waarin hij terugkeerde naar zijn jeugdstudie over al-Ghazali, maar nu stap voor stap diens ascetische en mystieke theologie onderzocht.
Asin y Palacios was sinds 1921 lid van de Koninklijke Nederlandse Akademie van Wetenschappen. Hij schreef al zijn werken in het Castiliaans; alleen van zijn boek over Dante verscheen in 1924 een Engelse vertaling.